# Romanisation de l'Institut d'éducation
La romanisation de l'Institut d'éducation (chinois traditionnel : 教院式拼音方案 ; cantonais Jyutping : gaau3 jyun2 sik1 ping3 jam1 fong1 on3 ; anglais : Institute of Language in Education Scheme, litt. « système de l'Institut d'éducation langagière », abrégé en ILE Scheme), également connu comme la romanisation utilisée dans la Liste de prononciations en cantonais des caractères fréquemment utilisés (chinois traditionnel : 常用字廣州話讀音表 ; cantonais Jyutping : soeng4 jung6 zi6 gwong2 zau1 waa2 duk6 jam1 biu2 ; anglais : List of Cantonese Pronunciation of Commonly-used Chinese Characters,), est un des systèmes de romanisation pour le cantonais. Thomas Yu, un salésien hongkongais, est à l'origine du système, mais l'Institute of Language in Education (ILE), aujourd'hui partie de l'Université d'éducation de Hong Kong, est à l'origine du nom.
Il existe trois versions de ce système, dont la version initiale conçue par Thomas Yu en 1971, la version révisée par l'ILE en 1990, et la version révisée par Zhan Bohui en 2002. Aujourd'hui, une mention de ce système signifie généralement la version de Zhan.
Un certain nombre de mots dans la langue parlée ne sont pas exprimables dans ce système. Ce défaut provient de son utilisation du système classique de neuf tons pour la numérotation de tons et son analyse des voyelles /œ/ et /ɵ/ comme un allophone. Par exemple, ni /kɔk˩/ (le verbe frapper (à la porte), une onomatopée) ni /sœt˥˧/ (le nom certificat, un mot emprunté) n'est exprimable.

## Historique
La version initiale de ce système a été développée par le Révérend Thomas Yu Ping Chiu (余秉昭, cantonais Jyutping : jyu4 bing2 ciu1) pendant les années 1960 en compilant un glossaire visé à ses propres besoins en tant qu'enseignant à une école secondaire. L'œuvre a été publié en 1971 sous le nom de Glossaire en rimes (同音字彙, cantonais Jyutping : tung4 jam1 zi6 wai6 ; anglais : Rhyming Glossary),. Chaque ton est indiqué par son nom traditionnel suivi par un numéro ayant le même valeur tonal ; en plus, la voyelle /ɐ/ est indiquée par le lettre a en italique.
En 1990,, le département de la langue chinoise de l'Institute of Language in Education (ILE), qui appartient au département de l'éducation de Hong Kong,, a créé une deuxième version de ce système en publiant un autre glossaire. Visé aux besoins des enseignants des écoles primaires, ce dernier a été compilé de janvier 1988 à août 1989 par une comité de 11 savants hongkongais, puis révisé en 1992. Dénommé Liste de prononciations en cantonais des caractères fréquemment utilisés, cette œuvre utilise un variant du système développé par Yu qui exprime des tons par des numéros et qui n'utilise pas de l'italique.
En 2002, Zhan Bohui (zh) (詹伯慧, cantonais Jyutping : zim1 baak3 wai6), professeur du Centre de recherche sur les dialectes chinois de l'Université Jinan (ainsi que le professeur honoraire de l'école de chinois à l'Université de Hong Kong) a créé une troisième version du système en publiant un dictionnaire. Compilé par une comité de 24 savants de Hong Kong, de Macao et de la Chine continentale, le Dictionnaire de la juste prononciation de la langue cantonaise (廣州話正音字典 / 广州话正音字典, cantonais Jyutping : gwong2 zau1 waa2 zing3 jam1 zi6 din2) utilise le système d'ILE à l'exception que la voyelle /a/ est représentée toujours par le digramme aa.

## Initiales[11]
| b /p/ 巴   | p /pʰ/ 怕   | m /m/ 媽  | f /f/ 花 |          |
| d /t/ 打   | t /tʰ/ 他   | n /n/ 那  |          | l /l/ 啦 |
| g /k/ 家   | k /kʰ/ 卡   | ng /ŋ/ 牙 | h /h/ 蝦 |          |
| gw /kʷ/ 瓜 | kw /kʰʷ/ 誇 |           |          | w /w/ 蛙 |
| dz /ts/ 渣 | ts /tsʰ/ 叉 |           | s /s/ 沙 | j /j/ 也 |

## Finales[11]
La version de Zhan utilise aa pour la voyelle /a/ dans tous les contextes.
| aa /aː/ 沙 | aai /aːi/ 徙 | aau /aːu/ 梢 | aam /aːm/ 三 | aan /aːn/ 山 | aang /aːŋ/ 坑 | aap /aːp/ 圾 | aat /aːt/ 剎 | aak /aːk/ 客 |
|            | ai /ɐi/ 西   | au /ɐu/ 收   | am /ɐm/ 心   | an /ɐn/ 新   | ang /ɐŋ/ 笙   | ap /ɐp/ 濕   | at /ɐt/ 失   | ak /ɐk/ 塞   |
| e /ɛː/ 些  | ei /ei/ 四   |              |              |              | eng /ɛːŋ/ 鄭  |              |              | ek /ɛːk/ 石  |
| i /iː/ 詩  |              | iu /iːu/ 消  | im /iːm/ 閃  | in /iːn/ 先  | ing /ɪŋ/ 星   | ip /iːp/ 攝  | it /iːt/ 洩  | ik /ɪk/ 識   |
| o /ɔː/ 疏  | oi /ɔːi/ 開  | ou /ou/ 蘇   |              | on /ɔːn/ 看  | ong /ɔːŋ/ 桑  |              | ot /ɔːt/ 喝  | ok /ɔːk/ 索  |
| u /uː/ 夫  | ui /uːi/ 灰  |              |              | un /uːn/ 寬  | ung /ʊŋ/ 鬆   |              | ut /uːt/ 闊  | uk /ʊk/ 叔   |
| oe /œː/ 鋸 |              |              |              |              | oeng /œːŋ/ 商 |              |              | oek /œːk/ 削 |
|            | oey /ɵy/ 需  |              |              | oen /ɵn/ 詢  |               |              | oet /ɵt/ 摔  |              |
| y /yː/ 書  |              |              |              | yn /yːn/ 孫  |               |              | yt /yːt/ 雪  |              |
|            |              |              | m /m̩/ 唔     |              | ng /ŋ̩/ 吳     |              |              |              |

- Les finales m et ng ne peuvent être utilisées qu'en syllabes nasales isolées.

### Version d'ILE
La version d'ILE utilise un seul lettre a pour la voyelle /a/ si elle n'est pas suivi par une consonne dans la même syllabe.
| a /aː/ 沙 | aai /aːi/ 徙 | aau /aːu/ 梢 | aam /aːm/ 三 | aan /aːn/ 山 | aang /aːŋ/ 坑 | aap /aːp/ 圾 | aat /aːt/ 剎 | aak /aːk/ 客 |
|           | ai /ɐi/ 西   | au /ɐu/ 收   | am /ɐm/ 心   | an /ɐn/ 新   | ang /ɐŋ/ 笙   | ap /ɐp/ 濕   | at /ɐt/ 失   | ak /ɐk/ 塞   |

### Version originelle d'Yu
La version initiale utilise l'italique pour la voyelle /ɐ/ dans tous les contextes.
| a /aː/ 沙 | aai /aːi/ 徙 | aau /aːu/ 梢 | aam /aːm/ 三 | aan /aːn/ 山 | aang /aːŋ/ 坑 | aap /aːp/ 圾 | aat /aːt/ 剎 | aak /aːk/ 客 |
|           | ai /ɐi/ 西   | au /ɐu/ 收   | am /ɐm/ 心   | an /ɐn/ 新   | ang /ɐŋ/ 笙   | ap /ɐp/ 濕   | at /ɐt/ 失   | ak /ɐk/ 塞   |

## Tons[12]
Tous les trois versions de ce système emploient le système classique de neuf tons qui reconnaît la catégorie de ton rù.
La version initiale d'Yu indique chaque ton par son nom traditionnel suivi par un numéro avec le même valeur tonal, c'est-à-dire que les tons dans cette version sont 3, 9, 4, 0, 5, 2, 7, 8 et 6. Dans la version d'ILE et dans celle de Zhan, les tons traditionnels sont numérotés consécutivement, c'est-à-dire que les tons dans ces deux versions sont 1, 2, 3, 4, 5, 6, 7, 8 et 9.
| Ton                     | Ton             | 陰平 yin ping    | 陰上 yin shang   | 陰去 yin qu      | 陽平 yang ping   | 陽上 yang shang  | 陽去 yang qu     | 陰入 yin ru      | 中入 zhong ru     | 陽入 yang ru     |
| Ton (API)               | Ton (API)       | 55/53            | 35               | 33               | 21/11            | 23               | 22               | 5                | 3                 | 2                |
| Hanzi d'exemple         | Hanzi d'exemple | 分               | 粉               | 訓               | 焚               | 奮               | 份               | 忽               | 發                | 佛               |
| Yu (1971)               | Nom             | 上平聲           | 上上聲           | 上去聲           | 下平聲           | 下上聲           | 下去聲           | 上入聲           | 中入聲            | 下入聲           |
| Yu (1971)               | Numéro          | 3 (三)           | 9 (九)           | 4 (四)           | 0 (零)           | 5 (五)           | 2 (二)           | 7 (七)           | 8 (八)            | 6 (六)           |
| Yu (1971)               | Romanisation    | fan (上平聲: 三) | fan (上上聲: 九) | fan (上去聲: 四) | fan (下平聲: 零) | fan (下上聲: 五) | fan (下去聲: 二) | fat (上入聲: 七) | faat (中入聲: 八) | fat (下入聲: 六) |
| ILE (1990), Zhan (2002) | Numéro          | 1                | 2                | 3                | 4                | 5                | 6                | 7                | 8                 | 9                |
| ILE (1990), Zhan (2002) | Romanisation    | fan¹             | fan²             | fan³             | fan⁴             | fan⁵             | fan⁶             | fat¹             | faat³             | fat⁶             |

## Exemples
| Traditionnel | Simplifié | Romanisation                                         | Romanisation     | Romanisation      |
| Traditionnel | Simplifié | Yu (1971)                                            | ILE (1990)       | Zhan (2002)       |
| ------------ | --------- | ---------------------------------------------------- | ---------------- | ----------------- |
| 廣州話       | 广州话    | Gwong (上上聲: 九) dzau (上平聲: 三) wa (上上聲: 九) | Gwong² dzau¹ wa² | Gwong² dzau¹ waa² |
| 粵語         | 粤语      | jyt (下入聲: 六) jy (下上聲: 五)                     | Jyt⁹ jy⁵         | Jyt⁹ jy⁵          |
| 你好         | 你好      | nei (下上聲: 五) hou (上上聲: 九)                    | nei⁵ hou²        | nei⁵ hou²         |

Exemple de transcription d'un des 300 poèmes des Tang (suivant la version de Zhan) :
| 春曉 孟浩然  | Tsoen¹ Hiu² Maang⁶ Hou⁶ jin⁴ |
| ------------ | ---------------------------- |
| 春眠不覺曉， | Tsoen¹ min⁴ bat⁷ gok⁸ hiu²,  |
| 處處聞啼鳥。 | tsy³ tsy³ man⁴ tai⁴ niu⁵.    |
| 夜來風雨聲， | Je⁶ loi⁴ fung¹ jy⁵ sing¹,    |
| 花落知多少？ | faa¹ lok⁹ dzi¹ do¹ siu²?     |